# Berezovka (Rostov)
|  | Per a altres significats, vegeu «Berezovka». |

Berezovka (en rus: Березовка) és un poble de l'óblast de Rostov, a Rússia, que en el cens del 2010 tenia 1.341 habitants, pertany al districte de Salsk.